# Mindre husmyra
Mindre husmyra (Tapinoma melanocephalum) är en myrart som först beskrevs av Fabricius 1793.  Mindre husmyra ingår i släktet Tapinoma och familjen myror. Arten är tillfälligt reproducerande i Sverige.

## Underarter
Arten delas in i följande underarter:
- T. m. coronatum
- T. m. malesianum
- T. m. melanocephalum

## Bildgalleri

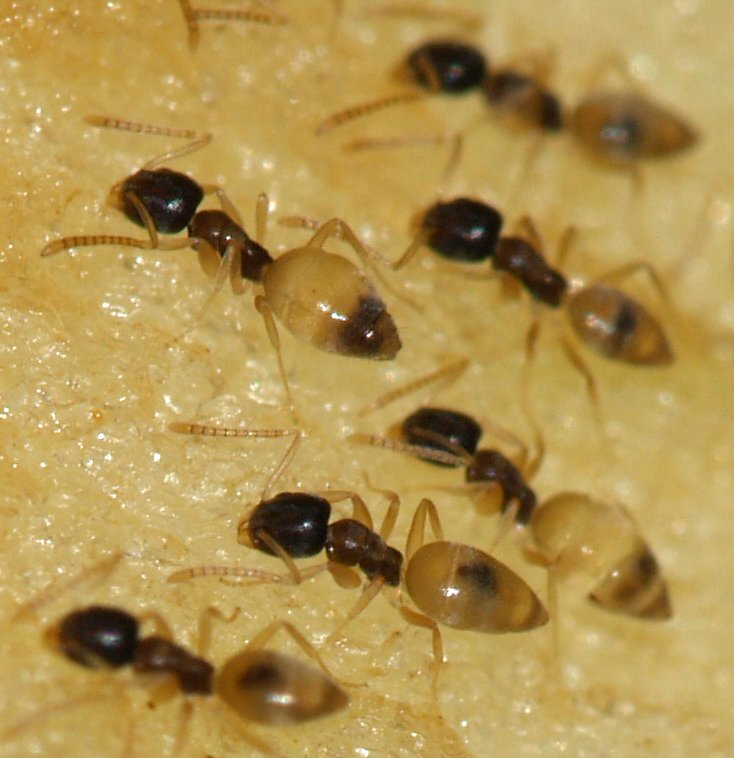